# Malanje (província)
Malanje (por vezes erroneamente grafada como Malange) é uma das 21 províncias de Angola, localizada na região norte do país. Sua capital está na cidade e município de Malanje.
Segundo as projeções populacionais de 2018, elaboradas pelo Instituto Nacional de Estatística, conta com uma população de 1 108 264 habitantes e área territorial de 98 320 km².
É constituída por 27 municípios: Angola-Luíje, Bange-Angola, Caombo, Calandula, Caculama, Cacuso, Cambo Suinginge, Cambundi Catembo, Cangandala, Capunda, Cateco Cangola, Cuaba Anzoji, Cuale, Cunda-Dia-Baze, Luquembo, Malanje, Marimba, Massango, Milando, Muquixe, Pungo-Andongo, Quela, Quêssua, Quihuhu, Quirima, Quitapa e Xandel.

## Etimologia
A palavra "Malanje", teria vindo da língua quimbunda antiga, e teria como significado o termo "as pedras" (ma-lanji), existindo porém várias versões sobre surgimento do nome Malanje.
A versão mais conhecida afirma que antes da colonização portuguesa o rio Malanje (ou rio Cadianga) foi atravessado por mercadores e, como na época não existiam pontes, as pessoas tinham que passar pelos rios em cima de pedras. Após atravessar o rio, os mercadores avistaram os moradores locais, os perguntando qual era nome do rio, a que os moradores responderam "Ma-lanji Ngana" (são pedras, Senhor).
Outra versão diz que uma expedição lusa, liderada por Rodrigues Graça (1843), chegou às margens no rio Malanje e encontraram 3 mulheres locais. Então os portugueses perguntaram o que as moradoras locais estava a fazer e elas responderam: "estamos moendo mandioca". Os europeus ficaram encantados com a quantidade de mulheres e perguntaram sobre os homens da região, então elas responderam em quimbundo: "Mala hanji", que significa: "Também há homens."
Uma terceira versão diz que os portugueses enviaram emissários aos sobas (mwen'exi) locais com o objectivo de prevenir que eles tivessem que usar a força para ocupar a região. Quando um dos emissários foi dar a mensagem ao soba local, ele respondeu: "Malagi?", em português: "São malucos?".

## História
Antes da chegada dos portugueses, a região de Malanje estava sob domínio do poderoso reino da Matamba, havendo também certa influência do reino do Congo. Outro reino que tinha presença na área era o reino de Cassange.

### Entre o Congo, a Matamba e Cassange
No período pré-formação política do reino da Matamba, as terras malanjinas estavam sob influência do reino do Congo, ao norte, e dos jagas-imbangalas ao leste e sul. Matamba, ora província, ora ducado e reino vassalo do Congo, foi nominalmente tributária deste até meados do século XVI. Rebelou-se contra o Congo e ampliou seu domínio sobre outras terras e vassalos, a partir de sua capital em Mocaria Camatamba (atualmente no Uíge), por volta de 1560.
Matamba tornou-se o berço da metalurgia angolana ainda no século XVI, utilizando ferramentas forjadas para vencer os exércitos do Congo e se impor sobre os vizinhos. Este domínio das técnicas de fundição do ferro, úteis também para forjar instrumentos agrícolas, bem como grandes minas de prata, tornou Matamba como centro econômico regional. A capital mudou-se para Santa Maria do Calaquesse (ou Matamba, no nordeste das terras malanjinas), para ficar mais próximos às minas de ferro, por volta de 1590-1600.
Em 1590, o governador colonial português Luís Serrão, com apoio dos reinos Congo, Dongo e Guindas, reuniu cerca de um milhão de homens para dominar Matamba. Temendo uma destruição iminente, Matamba cede a uma vassalagem ao Congo.
Com a aliança luso-dongolesa desfeita, Matamba ajudou o reino Dongo na batalha de Lucala, em 1590, derrotando os portugueses na Guerra Preta. Este seria o primeiro grande movimento de uma forte aliança regional entre Dongo e Matamba.
Os portugueses invadiram Matamba no governo de Luís Mendes de Vasconcelos, no final da década de 1610, dando início à Guerra contra Dongo e Matamba, como forma de vingar-se da derrota na Guerra Preta. A guerra gerou grande destruição dos povoados e casas, inclusive a capital. O Dongo, reino aliado, também foi destruído.

### Conflitos entre Portugal e o reino Dongo-Matamba
Após a derrocada de Matamba e Dongo, surge a figura de Ana de Sousa Ginga, que viria assumir primeiramente o Dongo em 1624. Uma guerra civil no Dongo sucedeu-se entre 1626 e 1631, obrigando Ginga a aliar-se com os jagas-imbangalas que haviam acabado de declarar formado o reino de Cassange, a partir da separação do reino Lunda. Tal aliança foi fundamental para Ginga, que conseguiu derrotar os pretendentes ao trono Dongo e unificar a coroa com Matamba, formando o Reino Unido Dongo-Matamba.
Na influência da ocupação neerlandesa de Angola, em 1641, a rainha Ana de Sousa Ginga estabelece acordo militar com os neerlandeses, constituíndo um exército poderoso com a aliança militar Congo-Cassange-Matamba. Este período coincide com o ímpeto da rainha Ana de Sousa Ginga em fixar capital em Sengas de Cavanga (nas proximidades de Negage), para fazer frente ao posto lusitano do Forte de Ambaca, em Camabatela.
No contexto neerlandês em Angola, os portugueses tiveram embates diretos com Matamba e Cassange entre 1644 e 1648. Neste, as forças portuguesas conseguiram arrasar a capital Sengas de Cavanga em 1646, fazendo Matamba retroceder para as terras de Malanje, com a capital voltando para Santa Maria do Calaquesse (em terras de Cunda-Dia-Baze). Como resposta militar ao Reino Unido Dongo-Matamba e ao processo de reconquista de Angola, em 1671 as autoridades coloniais lusitanas erguem a Fortaleza-Presídio de Pungo-Andongo, que tornou-se uma barreira definitiva ao expansionismo dongo-matambense.
A interferência militar dos portugueses no reino foi crescendo cada vez mais, até que estes conseguiram impor um rei à sua escolha ao trono de Dongo-Matamba, em 1763, subjugando a região ao distrito do Golungo Alto.

### Guerras da Baixa de Cassange

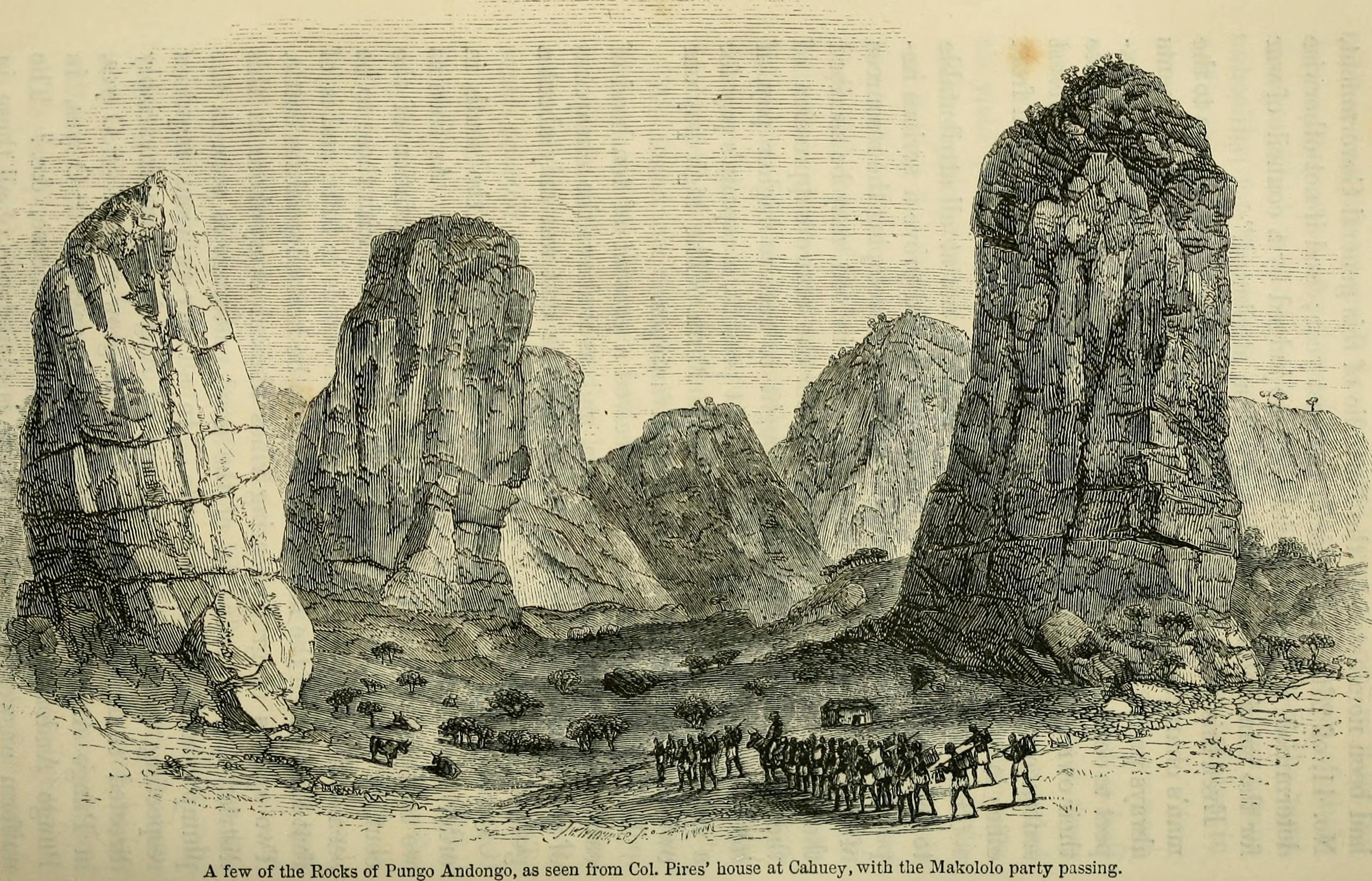
Caravana europeia em Pungo-Andongo, em 1857.

Em 1838 Portugal resolve construir o presídio de Calandula, transferindo, em 1843, um relevante contingente militar para a vila do Lombe, numa tentativa de manter os reinos de Matamba e Cassange sob vigilância e controle.
Em 1850 explode a primeira guerra do Cassange, entre reino de Portugal e o reino de Cassange, onde os portugueses conseguem empreender a queda do rei Bumba (1850), sem contudo derrotar as forças nativas, havendo necessidade de uma segunda campanha (1851). Menos de um ano depois, em 1852, explode a segunda guerra do Cassange, onde as forças nativas impõem severas derrotas aos contingentes coloniais, permitindo o regresso do rei Bumba. Para preservar seu trono, Bumba oferece vassalagem.
O chefe tribal da Passagem-Feira (ou Dembo) de Ma-lanji, ao ver os resultados da guerra de Baixa de Cassange ao sul e leste, se antecipa a alguma intervenção portuguesa e oferece estatuto de "moradores" aos comerciantes lusitanos, em 1852. As autoridades coloniais a transformam no povoado de Malanje e erguem a paróquia de Nossa Senhora de Assunção.
Após quase uma década de relativa tranquilidade, ocorre a terceira guerra do Cassange (1861-1862), após a recusa do rei Bumba em continuar a prestar vassalagem aos portugueses, declarando a independência do reino de Cassange. A resposta lusitana foi esmagadora, derrotando o reino sublevado.

### Fundação do forte e dos distritos de Lunda e Malanje
Em 1862, após o fim da terceira guerra do Cassange, as autoridades colonias resolvem fundar o Forte de Malanje, e; em 1867/68 finalmente elevar a vila de Malanje como sede do Concelho.
Em 13 de julho de 1895 é criado o "distrito de Lunda", para administração portuguesa junto ao Protetorado Lunda-Chócue. A capital foi assentada em Saurimo e; preterida em 1896 para Malanje, permanecendo até o ano de 1921, quando volta novamente para Saurimo.
Na década de 1900 a região passa por um enorme processo de integração com o restante da colônia, quando a linha do Caminho de Ferro de Luanda, que liga Malanje a Luanda é concluída.
Até o início da década de 1920 a a região de Malanje estava conectada administrativamente com o distrito de Lunda (atual Lunda Sul) quando, em 1921, o governador colonial José Norton de Matos devolve a capital distrital de Lunda para a cidade de Saurimo, e; no ato seguinte cria o distrito de Malanje, fixando sede na cidade homônima. Em 1972 o distrito tornou-se província.

### Malanje no período das guerras
É em Malanje que ocorre o primeiro movimento político que culminaria na independência angolana numa revolta laboral que ocorre em 4 de janeiro de 1961, a Revolta da Baixa do Cassange ou "Guerra de Maria", onde se dá um levantamento grevista dos milhares de trabalhadores dos campos de algodão da companhia luso-belga Cotonang. As duras condições de trabalho e de vida, a constante repressão aliada à influência da independência do Congo-Quinxassa em junho de 1960 (ao norte de Malanje viviam os congos que tinham origens comuns com povos do Congo-Quinxassa), foram os principais factores que deram origem à sublevação destes angolanos. Os trabalhadores decidiram fazer greve e armaram-se de catanas e canhangulos (espingardas artesanais). Os revoltosos destruíram plantações, pontes e casas. A resposta das forças portuguesas foi desproporcional e violenta, enviando companhias de caçadores especiais e lançando bombas incendiárias a partir de aviões da Força Aérea Portuguesa (FAP), tendo provocado um número bastante elevado de vítimas civis: cerca de 7 mil camponeses e aldeões mortos. Todos estes acontecimentos são ocultados do público em geral. Este dia é lembrado em Angola como o Dia dos Mártires da Baixa de Cassange, sendo o acontecimento que expôs o problema colonial, a noção da exploração do trabalho e "despertou consciência patriótica dos angolanos e de unidade dos angolanos em prol da sua liberdade".
Nos ataques ao norte de Angola em 1961, a província passa a ser afetada pelas ações guerrilheiras da União das Populações de Angola (UPA/FNLA). Porém, nesta operação em específico, as ações da UPA/FNLA, ficam concentradas no vale do rio Cuango, basicamente na zona de fronteira com o Congo-Quinxassa.
Em 1968, o Movimento Popular de Libertação de Angola (MPLA) abre a "Frente Leste", alcançando Malanje e montando sua IV Região Militar. O movimento consegue montar a "Rota Agostinho Neto", onde tiveram lugar os maiores combates entre o MPLA e as forças portuguesas. Com isto, o MPLA conseguiu angariar forte apoio popular em Malanje. Mesmo assim, em 1973 Portugal, contando com melhor armamento e maior organização militar, retoma a região, porém permanecendo presença do MPLA ao sul e da FNLA ao norte.
Em janeiro de 1975, já no bojo da guerra Civil Angolana, o MPLA consegue manter sua importante base militar na região de Cangandala, enquanto a FNLA mantém 5 bases no norte da província, conseguindo estabelecer um relativo domínio no triângulo Massango-Marimba-Tembo-Aluma, e expandido suas capacidades militares em março de 1975 para dominar a Rodovia EN-230 entre Cacuso, a capital e Quela, mantendo tais posições até outubro de 1975, quando passa a sofrer pesados ataques do MPLA. Em outubro de 1975 a União Nacional para a Independência Total de Angola (UNITA) consegue ocupar Sautar. A partir de outubro de 1975 o MPLA executa uma enorme ação militar na província, sendo que a mesma volta totalmente ao domínio do movimento em março de 1976, com a derrota completa da UNITA e da FNLA.
Por mais que FNLA tenha mantido presença militar na fronteira com o Congo-Quinxassa, suas ações entre 1980 e 1983 foram muito limitadas, restritas a promover sabotagens à Tembo-Aluma. Após 1983, a FNLA desaparece militarmente. A guerra volta à província entre 1989 e 1991, quando a UNITA consegue estabelecer bases na zona entre Quimbele e Macocola, na província do Uíge, promovendo ataques recorrentes à zona entre Massango e Tembo-Aluma. Porém, o cessar-fogo e relaxamento militar para a realização das eleições de 1992 foi aproveitado pela UNITA para, numa operação-relâmpago, dominar toda a província malanjina (com exceção da capital) entre dezembro de 1992 e junho de 1993. Com a capital malanjina sitiada pela UNITA durante todo o período, o governo angolano somente consegue combater a UNITA entre dezembro de 1998 e fevereiro de 1999, quando volta a dominar toda a rota da importante Rodovia EN-230, cobrindo completamente a extensão que esta corta a província. Mesmo após extensas vitórias militares em 2001, a UNITA ainda conseguia manter três grandes bases nas zonas de Muquixe, Angola-Luíje e Cateco Cangola, que são desmanteladas somente em 2002.

## Geografia

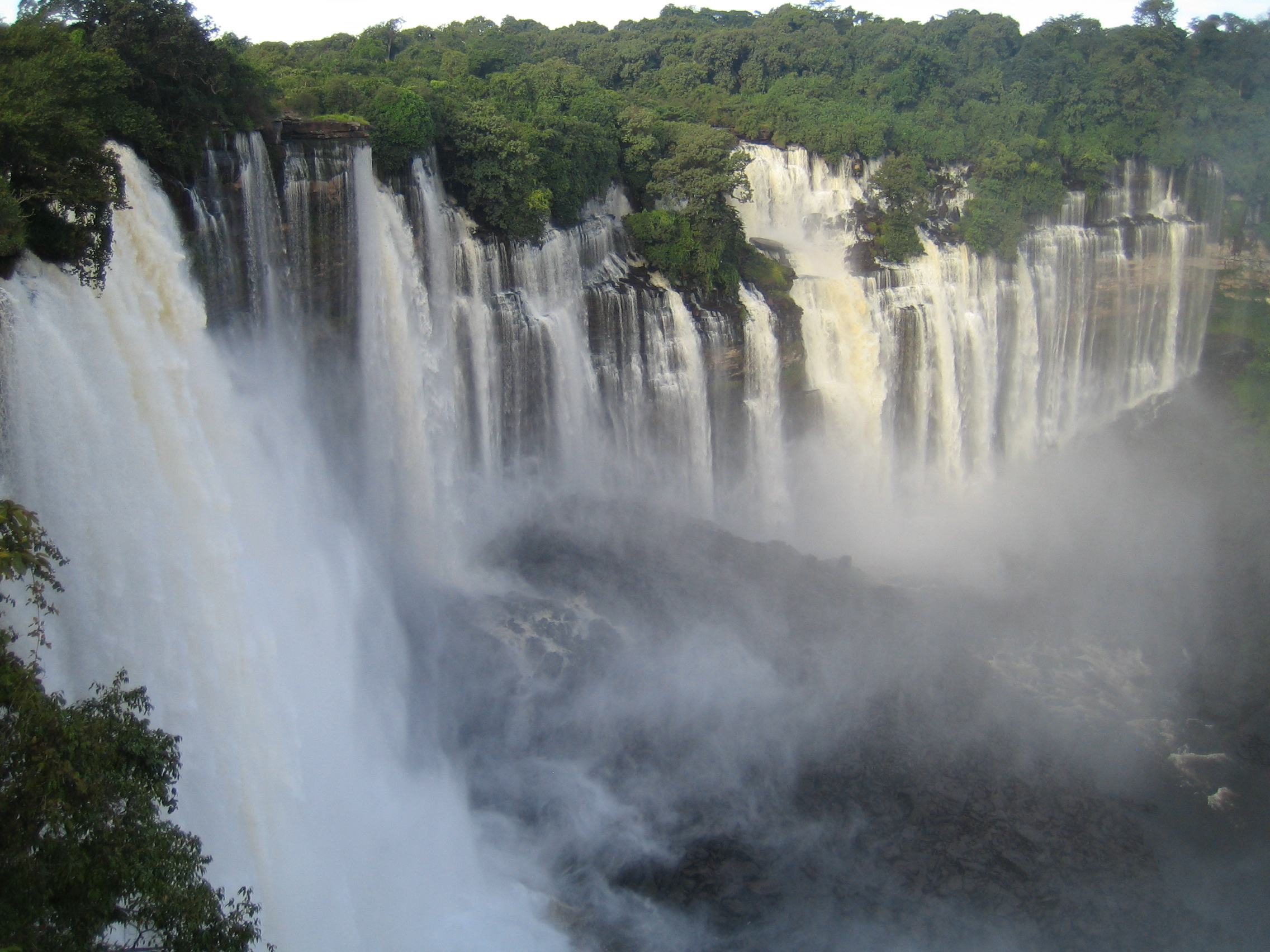
Quedas de Calandula, em 2009.

Malanje limita-se ao norte pela província do Uíge, ao leste pelo Congo-Quinxassa, Lunda Norte e Lunda Sul, ao sul e sudoeste pela província do Bié e, ao oeste pelas províncias do Cuanza Sul e Cuanza Norte.

### Clima
Segundo a classificação climática de Köppen-Geiger predomina, na maior parte da província, o clima tropical de savana (Aw/As) com uma temperatura média de 20°C à 25°C. Na porção sul da província registra-se o clima subtropical úmido (Cwa).

### Ecologia, flora, fauna e patrimônio natural
Domina a maior parte da paisagem da província, isto é, o sul, o sudeste, o centro e o centro-oeste malanjino, a ecorregião das "florestas de miombo angolanas", com flora de savana de folha larga decídua úmida e floresta com domínio de miombo, além de pastagens abertas. Já o norte e leste da província é dominado pelo "mosaico floresta-savana do Congo ocidental", uma ecorregião composta de pastagens arborizadas com trechos de floresta, bem como floresta perene seca nas proções com maior elevação e florestas de galeria de dossel denso ao longo dos rios, particularmente na zona mais interior dos rios Cambo, Cugo e Cuango. Há ainda uma pequana fração de "mosaico floresta-savana do sul da bacia do Congo",, concentrada no extremo norte provincial, próximo à confluência do Cugo no Cuango, uma ecorregião composta de florestas, savanas e pastagens.
Suas áreas de cobertura vegetal intocada encontram-se no Parque Nacional da Cangandala, na Reserva Especial do Milando, na Reserva Florestal do Caminho de Ferro de Malanje, na Reserva Florestal do Samba-Lucala e na Reserva Natural Integral do Luando.

### Hidrografia
As duas maiores bacias hidrográficas que irrigam a província são a bacia do Cuanza, assentada no rio Cuanza, e a bacia do Cuango, assentada no rio Cuango, uma sub-bacia da bacia do Congo. Na Baixa de Cassanje, entre os rios Cuanza e Lui, encontram-se as "chanas" ou "anharas", áreas planas alagadiças formadora de uma série de lagos e lagoas como o Quibanze, Quipemba, Copalanga, Catete, Calonga, Ziba, Chicondo, Uhiazimbo, Lungoio, Quichica e Tembo, além das lagoas Dombo e Sagia, mais ao norte.

### Relevo
A província situa-se no norte de Angola e a sua altura varia de 500 a 1500 metros em relação ao nível do mar, registrando alguns de seus maiores pontos culminantes em altitude no Planalto de Camabatela e na Serra de Tala Mungongo (ou Planalto do Malanje). Outras formações rochosas importantes são as Pedras Negras de Pungo Andongo, que na verdade são uma extensão do Planalto do Cacuso.

## Economia
Malanje é subdividida em três zonas geo-económicas, são elas: os planaltos de Malanje, a Baixa de Cassanje e a Zona do Luando.

### Agropecuária e extrativismo
Malanje é uma província essencialmente agrícola, destacando-se pela produção das seguintes lavouras temporárias: mandioca, arroz, algodão, milho, batata-doce, ginguba, girassol, feijão, soja e hortícolas.
Na criação de animais, destaca-se a pecuária, para corte e leite, assentando os rebanhos no gado bovino, além de caprinos, suínos e ovinos. Outra criação de animais de relevo, para carne e ovos, está nos galináceos.
O extrativismo vegetal ainda encontra grande cadeia na extração madeireira, e; o extrativismo animal na pesca fluvial, realizada particularmente nos rios Cuanza, Lui, Luando e Luaré.

### Indústria e mineração

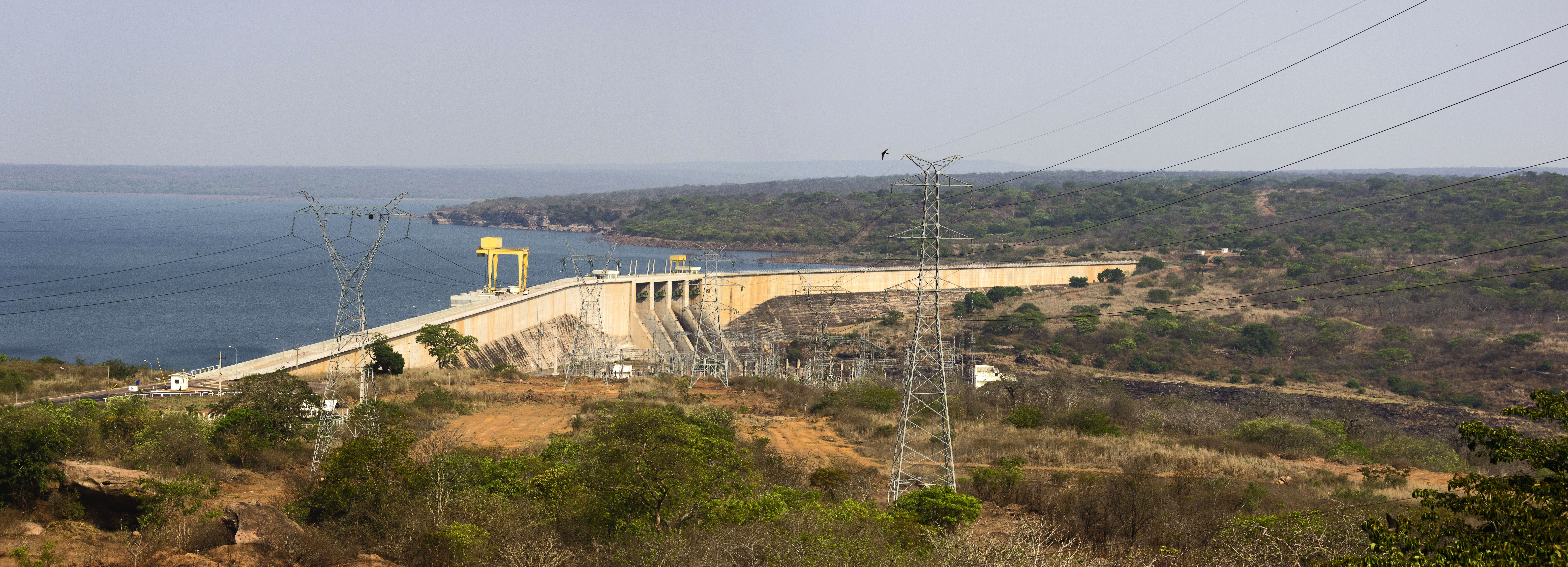
Panorama da Central Hidroelétrica de Capanda, em 2013.

Malanje possui algumas plantas industriais, majoritariamente instaladas na zona da capital, no qual são fabricados materiais de construção, produtos voltados para a alimentação e tabacos, além de unidades agroindustriais de transformação de matérias primas agrícolas e de origem animal. Outra planta industrial importante é produção energética na Central Hidroelétrica de Capanda.
A indústria mineral trabalha na extração e semi-beneficiamento de diamantes, calcário, urânio e fosfatos.

### Comércio e serviços
O setor comercial têm grande importância na capital provincial, onde estão sedes de grupos atacadistas que fornecem produtos a toda população malanjina, servindo de ponto intermediário entre o centro-norte e o leste do país.

## Infraestrutura

### Transportes
Atendida por uma relativa rede rodoviária, a província malanjina é servida por três principais troncos: o primeiro de sentido norte-sul assenta-se na rodovia EN-160; o segundo de sentido oeste-leste assentado na rodovia EN-230, e; o terceiro, na rodovia EN-140, também de sentido norte-sul. Outras estradas importantes incluem a EN-322 e a EN-225.
Outra vital via de transporte é o Caminho de Ferro de Luanda, que liga a província ao porto de Luanda.

### Educação
Os centros de referência de ensino, em todos os níveis estão na capital malanjina, que dispõe inclusive de uma universidade pública e institutos técnicos. Nas demais localidades os sistemas de ensino concentram-se nos níveis primário e secundário.

## Cultura e lazer
A província é conhecida principalmente por possuírem as grandes palancas negras, animais símbolo de Angola, encontradas principalmente no Parque Nacional de Cangandala.
Outros pontos importantes de Malanje são as famosas Pedras Negras de Pungo Andongo e as Quedas do Calandula, sendo que esta última, localizadas no município do Calandula, são as maiores cataratas de toda a África depois das Cataratas de Vitória.